# Eucera barbiventris
Eucera barbiventris är en biart som beskrevs av Pérez 1902. Eucera barbiventris ingår i släktet långhornsbin, och familjen långtungebin. Inga underarter finns listade i Catalogue of Life.